# Protium connarifolium
Protium connarifolium är en tvåhjärtbladig växtart som först beskrevs av Janet Russell Perkins, och fick sitt nu gällande namn av Merrill. Protium connarifolium ingår i släktet Protium och familjen Burseraceae. Inga underarter finns listade i Catalogue of Life.